# Albert Gobat
Charles Albert Gobat, född 21 maj 1843, död 16 mars 1914, var en schweizisk advokat och politiker samt nobelpristagare. 
Gobat var till yrket advokat, och intog en framskjuten ställning inom förvaltningen och blev bland annat medlem av nationalförsamlingen 1890. Varmt intresserad för fredsarbetet var han en ledande kraft såväl inom den Interparlamentariska byrån för mellanfolklig skiljedom som inom Internationella fredsbyrån i Bern, och blev 1906 dess sekreterare. År 1902 erhöll han Nobels fredspris tillsammans med Élie Ducommun för deras arbete inom Internationella Fredsbyrån.